# Банджермасин
Банджермасин (на индонезийски: Banjarmasin) е столицата на провинцията Южен Калимантан, Индонезия, на 36 км от Яванско море, с 625 481 жители (2011 г.). Има аерогара на 25,7 км от града и пристанище. В града има държавен университет (Universitas Lambung Mangkurat, UNLAM).